# Mercedes-Benz W198
Mercedes-Benz W198 (он же 300SL) — первый спортивный автомобиль западногерманской торговой марки Mercedes-Benz послевоенного периода. Модель впервые была представлена на Нью-Йоркском автосалоне в 1954 году как уличная версия гоночного автомобиля W194. Идея создания принадлежит американскому дилеру роскошных автомобилей Максу Хоффману, уловившему интерес богатых любителей скоростных автомобилей на быстро развивающемся послевоенном американском рынке. Изначально автомобиль выпускался только в двухместном кузове купе с уникальными дверями типа «Крыло чайки», однако в 1957 году появилась открытая версия — родстер.
Идеологическим наследником Mercedes-Benz 300SL является суперкар Mercedes-Benz SLS AMG 2011 модельного года, который перенял от данной модели многие стилистические черты и фирменные двери.

## История создания
К разработке гоночного автомобиля нового поколения коллектив конструкторов под руководством Рудольфа Наллингера приступил в 1951 году, машина вобрала в себя многие самые передовые на тот момент технологии. Гоночные версии Mercedes-Benz 300SL строились в 1952—1953 годах, тогда же модель получила широкую известность в автомобильных кругах.
Официальный импортёр автомобилей Mercedes-Benz в США Макс Хоффман убедил представителей концерна-производителя в необходимости создания дорожной версии автомобиля и, согласно легенде, заверил их в том, что в одном только Новом Свете он готов продать от 500 до 1 000 экземпляров спортивного купе.

## Описание

### Ходовая часть
Несущим элементом в конструкции Mercedes-Benz 300SL является стальная пространственная рама, на которой закреплены стальные и алюминиевые  кузовные детали (в частности, двери), двигатель и элементы ходовой части. Наличие подъёмных дверей объясняется обилием труб в каркасе машины, из-за которых пороги пришлось сделать очень широкими, что не позволило установить обычные двери. Это же стало причиной создания «ломающейся» для облегчения посадки в автомобиль рулевой колонки. Компоновка спортивных купе и родстеров классическая. В передней подвеске устанавливались двойные поперечные рычаги и торсионный стабилизатор, в задней — ось качения с независимой подвеской колёс. На обеих применялись винтовые пружины и гидравлические телескопические амортизаторы.

### Двигатель
Силовой агрегат автомобиля — одна из его сильных сторон. Отклонённый от вертикали на 45 градусов рядный 6-цилиндровый (85 × 88 мм диаметр цилиндра и хода поршня соответственно) двигатель М198 (с марта 1962 года — M198-III) рабочим объёмом 2996 см3 развивал максимальную мощность 215 л. с. при 5800 об/мин (240 л. с. при 6000 об/мин со спортивным распредвалом) и оснащался первой в мире системой непосредственного впрыска топлива для четырёхтактных автомобильных (ранее данная система применялась в авиации) двигателей (несколькими годами ранее данная технология была применена на моделях с двухтактными двигателями компании Gutbrod) — центральным механическим впрыском работы Ганса Шеренберга (он же работал над данной системой в Gutbrod). Крутящий момент составлял 275 Н·м при 4600 об/мин. Степень сжатия равнялась 8.55:1. Клапаны (по два на цилиндр) приводились в действие с помощью распределительного вала посредством коромысел, движимых дуплексной роликовой цепью. Для обеспечения смазывания применялась система смазки с сухим картером, типичная для спортивных автомобилей.

### Трансмиссия
Для управления крутящим моментом на автомобиле Mercedes-Benz 300SL применялась 4-ступенчатая механическая коробка передач с сухим сцеплением. Коэффициент главной передачи составлял 3,64, 3,25, 3,42, 3,89 или 4,11. Привод осуществлялся на задние колёса.

### Тормозная система
На автомобиле применялись гидравлическая тормозная система с вакуумным усилителем, которая воздействовала на все колёса. Изначально применялся барабанный тормозной механизм с индивидуальным приводом каждой колодки, однако с 1961 года стали устанавливаться дисковые. Кроме того, модель оснащалась механическим ручным стояночным тормозом, действующим на задние колёса.

### Колёса и шины
Автомобиль оснащался дисковыми колёсами из листовой стали размером 5K × 15 (на заказ были доступны Rudgefelge 5J × 15). На них устанавливались шины размером 6,50—15 Supersport, 185VR15.

## Спортивная карьера
В 1952 году 300SL (W194) неплохо выступал в таких гоночных состязаниях как: 24 часа Ле-Мана (уже в ходе этой дебютной для себя гонки автомобиль пришёл к финишу первым), Eifelrennen на трассе нюрбургринга и мексиканской Carrera Panamericana. Также в 1952 занял 2-е и 4-е места в Mille Miglia. Эти достижения особенно ценны, поскольку двигатель гоночного автомобиля был карбюраторным и развивал лишь 175 л.с., что было меньше не только двигателей соперников на трассе, но и меньше мощности дорожной версии — W198.

## Родстер

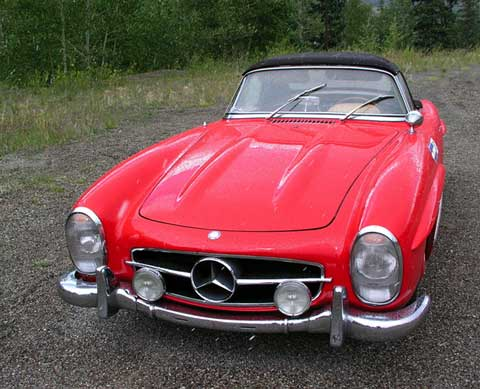
Mercedes-Benz 300SL Roadster

В 1957 году в производство пошёл открытый вариант спортивного купе, представленного на Женевском автосалоне. Пространственную раму этого автомобиля по сравнению со стандартной изменили, также для повышения безопасности шарнирное соединение полуосей переместили ниже.

## Окончание производства
Производство W198 было завершено в 1963 году с запуском преемника — W113, получившего прозвище «Пагода». Всего было выпущено 1400 автомобилей с кузовом купе и 1858 родстеров.

## В популярной культуре
Модель автомобиля представлена в Mercedes-Benz DLC для Car Mechanic Simulator 2015.